# Amiot 143
Амио (Амьё) 143 (фр. Amiot 143) — французский цельнометаллический средний бомбардировщик Второй мировой войны с неубирающимся шасси. Самолёт разработан в конструкторском бюро фирмы «Авьонс Амио» под руководством А. Дютартрэ. Серийно производился на заводах фирмы SECM в Коломбэ и Кадебеке с апреля 1935 по март 1938 года. Всего изготовлено 143 самолёта, из них два прототипа Amiot 140, один прототип Amiot 142, 138 серийных Amiot 143 и два опытных самолёта Amiot 144 и Amiot 150.
На вооружение ВВС Франции самолёт поступил в августе 1935 года. В боевых действиях самолёты применялись во время Битвы за Францию. В течение «Странной войны» они осуществляли разведывательные вылеты, а с мая 1940 наносили ночные удары по аэродромам на территории Германии. Amiot 143 начиная с мая 1941 использовали только в качестве транспортных самолётов. К 1944 году самолёт окончательно вывели из эксплуатации.

## История создания
Рождению Amiot-143 способствовало техническое задание, которое Министерство авиации Франции выдало нескольким авиационным фирмам на разработку самолёта многоцелевого применения. Согласно техническому заданию будущий самолёт предполагалось использовать в качестве бомбардировщика, дальнего разведчике и тяжёлого истребителя.
Для того, чтобы обеспечить выполнение задания требовалось создать единую конструктивную основу, вокруг которой, в зависимости от цели, формировались все варианты самолёта. Фирма Amiot выпустила свой самолёт далеко не первой, но именно её разработка - Amiot 143, и была принята на вооружение.
В 1930 году на Парижском авиасалоне демонстрировался опытный прототип Amiot 140. Этот бомбардировщик с трудом можно было назвать полноценной боевой машиной. Пилотов не устраивали тесные и неудачно размещённые кабины экипажа, слабое оборонительное вооружение, недостаточная скорость, не позволявшая использовать Amiot 140 как тяжёлый истребитель.
Конструкторы SECM во главе с А. Дютартре предприняли коренную переделку конструкции. Была увеличена нижняя часть фюзеляжа и площадь остекления. Экипаж увеличился до пяти человек. Предполагалось три варианта модернизированного самолёта: Amiot 141с двигателями Lorraine 12Q, Amiot 142 с двигателями Gnome-Rhone 14Kgrs и Amiot 143 с двумя моторами Hispano-Suisa 12Y. После оценочных испытаний для серийного производства выбрали Amiot 143.

## Серийное производство
В 1935 году ВВС заказали первую партию из 40 бомбардировщиков Amiot 143, концу года последовал второй заказ на 73 самолёта. Исходя из заказанного количества самолётов, планировалось перевооружить семь бомбардировочных авиагрупп. В течение 1936 года были выданы дополнительные заказы на две партии Amiot 143 по 40 и 25 самолётов.
К выпуску самолёта подключили несколько заводов. В Коломбо собирали консоли крыла, хвостовое оперение, моторные рамы и шасси. Завод в Каудебеке специализировался на фюзеляже и центроплане., а окончательная сборка выполнялась в Виллакубли.
Первые серийные самолёты вышли со сборочной линии в Виллакублэ в апреле 1935 года. К моменту, когда первый самолёт после испытаний был принят на вооружение, темпы выпуска возросли до пяти самолётов в неделю. Первый серийный самолёт был выпущен через семь лет после выдачи технических требований к самолёту и если учитывать темпы прогресса авиации того времени, то самолёты были уже устаревшими. Общее количество построенных бомбардировщиков составило 178 экземпляров, последний из которых выпустили в марте 1938 года.

## Боевое применение
К 1939 году Amiot 143 начали заменять более современными самолётами такими как Bloch MB.131. Но к началу Второй Мировой войны Amiot 143 был одним из основных тяжёлых бомбардировщиков ВВС Франции. В мае 1939 года состоялись французско-польские переговоры о возможности отправки в Польшу (в случае нападения Германии) пяти групп Amiot 143 для ударов по немецким аэродромам и войскам вермахта. Но когда немцы действительно развязали агрессию, Польша рухнула настолько быстро, что самолёты даже не успели подготовить к отправке.
3 сентября 1939 года Франция объявила войну Германии, но активных боевых действий не вела. Боясь спровоцировать"люфтваффе" на ответные удары, французы не рисковали массированно бомбить германскую территорию. Не решаясь первыми нанести удар по немецким войскам у границы французы опрометчиво использовали Amiot 143 как дальние дневные разведчики, не ожидая сильного сопротивления в воздухе. Однако после того как несколько машин были сильно повреждены, а один самолёт сбит, от подобной практики отказались и Amiot 143 был переведён в ряды ночных бомбардировщиков.
К 10 мая 1940 года в строю числилось 126 самолётов Amiot 143, из которых 50 самолётов потеряли по различным причинам в ходе боевых действий, и большей частью на аэродромах. По мере наступления вермахта, французские ВВС перебазировались всё дальше вглубь страны, часть самолётов перелетела с Северную Африку. После подписанного 24 июня перемирия в строю оставалось 77 уцелевших бомбардировщиков — 25 из них оказались в Северной Африке, а 52 в неоккупированной зоне Франции.
Оставшиеся в метрополии Amiot 143 до конца 1942 года использовались как учебные. Самолёты, оставшиеся в колониях летали почти до самого конца войны. Бомбардировщики дислоцировавшиеся в Северной Африке применялись в качестве военно-транспортных. На слом последние Amiot 143 пошли в 1944 году.
Amiot 143 не имел яркой боевой карьеры. Более того, трудно назвать другой летательный аппарат, который бы настолько морально устарел к моменту поступления на вооружение, как этот бомбардировщик.

## Конструкция
Amiot 143 - цельнометаллический подкосный высокоплан.
Крыло - состоит из трёх частей: центроплан и две отъёмные консоли. Силовой набор крыла: три ферменных лонжерона, изготовленных из труб; нервюры выполнены в виде объёмных ферм из труб. Обшивка работающая выполнена из дюралюминиевого листа с мелким гофром. Обшивка со стороны каркаса подкреплена профилями открытого сечения. Толщина крыла обеспечивала доступ к двигателям в полёте.
Механизация крыла - узкие длинные элероны занимали почти всю заднюю кромку крыла.
Фюзеляж - каркас состоял из  поперечных незамкнутых шпангоутов и продольных стрингеров. К каркасу крепилась обшивка из дюралюминиевых листов. В нижней части фюзеляжа располагалась гондола, в которой располагались двое из пяти членов экипажа. Кабина пилота располагалась по оси самолета на уровне передней кромки крыла, штурман располагался ниже и чуть сзади пилота. В гондоле располагался радист с длинноволновой радиостанцией. Экипаж дополняли передний и верхний стрелок.
Хвостовое оперение - классической схемы цельнометаллическое. Рули высоты и руль направления имели весовую и аэродинамическую балансировку. Стабилизатор переставной угол установки можно было изменять на земле.
Шасси - состояли из двух отдельных узлов: основные стойки с амортизаторами крепились сверху к переднему лонжерону, а снизу соединялись с фюзеляжем подкосами каплевидного сечения.
Силовая установка - два 14-ти цилиндровых двигателя воздушного охлаждения Gnome-Rhone 14kgrs с наддувом и редуктором мощностью 900 л.с. Воздушные винты трёхлопастные металлические, с изменяемым на земле шагом. Топливо, 1060 литров,  размещалось в крыльевых баках.

## Модификации

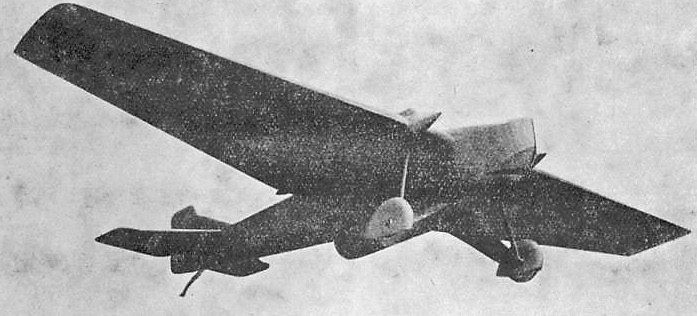
Amiot 140M photo from Annuaire de L'Aéronautique 1931

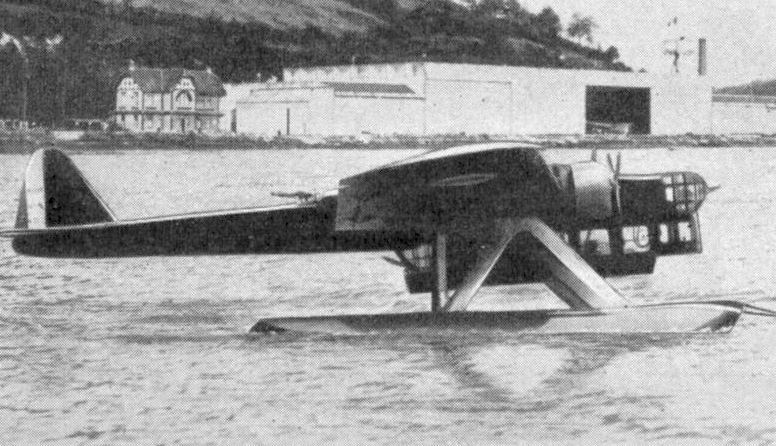
Amiot 150, фото из журнала L'Aerophile за июль 1937 года

Amiot 140
Первоначальный проект под требования ВВС,  2x 700 л.с. (515 кВт) двигателя Lorraine 18G Orion в конфигурации W-18. Первый прототип завершён постройкой в версии Amiot 140M.
Amiot 140M
Прототип, 2x 650 л.с. (485 кВт) рядных Hispano-Suiza 12Nbr. Построено 2, из которых полёты совершал лишь один; поступили заказы на 40 машин с двумя 888-л.с. (662 кВт) (888 hp) моторами Lorraine 12Q Eider, фактически устанавливавшихся на модификации Amiot 143.
Amiot 141M3 W-образных 18-цилиндровых двигателя мощностью 700 л.с. (520 кВт) Lorraine-Dietrich 18G Orion.
Amiot 142
Прототип, двигатели 699-л.с. (499 кВт) Hispano-Suiza 12Ybrs (V-12), построен 1 )
Amiot 143
Серийная модификация, звездообразные 870-л.с. (648,7 кВт) двигатели Gnome-Rhône 14K irs/jrs (лево- и правостороннего вращения), построено 138, включая 40 заказанных в версии Amiot 140 и 25 Amiot 144.
Amiot 144
уменьшенная площадь крыльев, установлены закрылки и убирающееся шасси, ликвидирована передняя башня, двигатели Gnome-Rhône 14K irs/jrs, построен 1, остальные 25 заказанных выпущены в модификации Amiot 143)
Amiot 145
проект Amiot 144 с звездообразными двигателями Hispano-Suiza 14AA (не строился)
Amiot 146
проект Amiot 144 с звездообразными двигателями Gnome-Rhône 18Lars (не строился)
Amiot 147
проект Amiot 144 с V-образными 12-цилиндровыми Hispano-Suiza 12Y drs/frs (лево- и правостороннего вращения), не строился.
Amiot 150
Прототип, разведчика-торпедоносца для Авиации ВМС. Amiot 143 с увеличенной на 10% площадью крыльев, и съёмным поплавковым шасси, 750-сильные (559.3 кВт) звездообразные двигатели Gnome-Rhône 14K drs, построен 1 прототип)

## Тактико-технические характеристики
Приведённые ниже характеристики соответствуют модификации 143M:
Источник данных: "Уголок неба"

Технические характеристики
- Экипаж: 5 человек
- Длина: 18,24 м
- Размах крыла: 24,53 м
- Высота: 5,7 м
- Площадь крыла: 100,0 м²
- Масса пустого: 5 455 кг
- Нормальная взлётная масса: 9 700 кг
- Максимальная взлётная масса: 10 360 кг
- Силовая установка: 2 × воздушных Gnome et Rhône 14Kirs
- Мощность двигателей: 2 × 870 л.с. (2 × 650 кВт)

Лётные характеристики
- Максимальная скорость: 310 км/ч
- Крейсерская скорость: 270 км/ч
- Практическая дальность: 1 200 км
- Практический потолок: 7 900 м
- Скороподъёмность: 4,6 м/с

Вооружение
- Стрелково-пушечное: 4 × 7,5 мм пулемёта MAC 1934
- Боевая нагрузка: до 1600 кг
  - в бомбоотсеке: до 800 кг

## Эксплуатанты
Франция
- ВВС Франции — 138 самолётов.
  - GB I/22 и GB II/22 (Шартр, лето 1935 / январь 1936 гг.)
  - GB I/34 и GB II/34 in (Дюньи, 1936 г.)
  - GB I/35 и GB II/35 in (Лион-Брон, 1937)
  - GB I/38 и GB II/38 (Мец, 1938 / 1939 гг.)
  - GB II/63 (Марракеш, весна 1939 г.)
  - 12e Demi-Brigade Aérienne (Мурмелон, октябрь 1936 г.)
  - 14e Groupe Aérien Autonome (май 1937 г.)
- Авиация ВМС Франции
- ВВС Виши

 Польша
- Польские ВВС во Франции
  - Groupe de Bombardement Marche Polonais

 нацистская Германия
- Люфтваффе несколько трофейных машин.

 Независимое государство Хорватия
- ВВС НГХ — 1 самолёт.